# Erich Hengelhaupt
Erich Albin Georg-Karl Hengelhaupt (* 22. September 1911 in Magdeburg; †  15. März 1993 in Wohlen bei Bern) war im nationalsozialistischen Deutschen Reich SS-Sturmbannführer, Leiter des Referates II D 1 (Ost) und der Amtsgruppe VI C des Reichssicherheitshauptamtes.

## Leben
Nach dem Abitur sollte er auf Wunsch des Vaters Theologie in Leipzig studieren, brach das Studium aber nach fünf Semestern ab, da – wie er in seinem Lebenslauf vom 22. November 1938 schilderte – dieses nicht mehr mit seiner politischen Überzeugung vereinbar war. Er wechselte im Wintersemester 1933/34 zum Studium der Zeitungswissenschaft, Volkswirtschaftslehre und Soziologie.
Bereits zum Studienbeginn war er in die SA und den Nationalsozialistischen Deutschen Studentenbund (NSDStB) eingetreten. Zum 1. August 1930 schloss er sich der NSDAP an (Mitgliedsnummer 295.880). Im Frühjahr 1933 wurde er persönlicher Referent des „Führers der Studentenschaft der Universität Leipzig“, Herbert Hahn. Herbert Hahn hatte im Auftrag von Prof. Hans Achgelis, dem Rektor der Leipziger Universität einen studentischen Sicherheitsdienst gebildet. Achgelis war ein glühender Nationalsozialist. Der ihm unterstellte studentische Sicherheitsdienst sollte für die „Aufrechterhaltung der Ruhe und Sicherheit“ sorgen. Hahn war ermächtigt, Mitglieder des Nationalsozialistischen Deutschen Studentenbundes (NSDStB) einzustellen.
Als SS-Mitglied (SS-Nummer 324.972) machte er in der Kreisleitung des NSDStB Mitteldeutschlands Karriere und übernahm im folgenden Semester die Führung der Hochschulgruppe an der Universität Leipzig. Der Aufstieg des Studenten Erich Hengelhaupt ist mit seiner Funktion innerhalb dieses Sicherheitsdienstes an der Uni Leipzig verbunden. Hengelhaupt wurde alsbald Führer der Hochschulgruppe des NSDStB an der Universität Leipzig und im September 1934 ernannte ihn der Gauleiter von Sachsen und Reichsstatthalter Martin Mutschmann zum Gaustudentenbundführer in Sachsen, womit Erich Hengelhaupt automatisch der Gauleitung der NSDAP in Sachsen angehörte.
Vom Studentischen Sicherheitsdienst an der Uni Leipzig wechselte er zum Sicherheitsdienst (SD) der SS. In der Universitätsstadt Leipzig rekrutierte der SD sein Führungspersonal vorrangig aus vormaligen Studentenfunktionären. Hengelhaupt wurde bereits 1934 als V-Mann des SD-Abschnitts Leipzig unter der Registriernummer 44 548/17 in der erhalten gebliebenen SD-Kartei geführt. Schließlich wurde er als hauptamtlicher Mitarbeiter in den SD übernommen.
Nach einer Vorlesung in Leipzig 1938 holte ihn Franz Alfred Six im November 1938 in das Wannsee-Institut des SD unter Michael Achmeteli. Hengelhaupt übernahm hier das Fachgebiet sowjetische und kaukasische Emigration. Seine Doktorarbeit schrieb er über die Geschichte der nationalsozialistischen Presse im Gau Sachsen. Am Institut für Zeitungswissenschaften in Leipzig erhielt er einen Forschungsauftrag über die volksdeutschen Siedlungen auf dem Balkan und in der UdSSR, wobei ihn insbesondere die kaukasische Emigration interessierte.
Hengelhaupt war damit für die geheime, wissenschaftliche Bearbeitung russischer, kaukasischer und damit natürlich auch georgischer Emigranten im Auftrag der SS zuständig. Sein neuer Chef im Wannsee-Institut Michael Achmeteli war als gebürtiger Georgier in der kaukasisch-georgischen Emigration bestens vernetzt und konnte die notwendigen Kontakte vermitteln. Michael Achmetelis Onkel Vladimir „Lado“ Achmeteli, ehemals georgischer Botschafter, leitete die Kaukasische Vertrauensstelle in Berlin. Diese war eine Einrichtung der Gestapo zur Kontrolle der Exil-Kaukasier. Hengelhaupt spezialisierte sich auf die Emigranten aus der Sowjetunion, über die er bereits in Leipzig geforscht hatte.
Im Januar 1939 war Hengelhaupt kurze Zeit zur Einarbeitung in der Zentralabteilung II im SD-Hauptamt (Weltanschauliche Gegner) tätig, wo er als SS-Bewerber für die Abteilung II/111 (Freimaurer) verantwortlich war. Nach Gründung des Reichssicherheitshauptamtes (RSHA) im September 1939 wurde Hengelhaupt aus dem Wannsee-Institut herausgelöst und bekam einen Posten als Obersturmführer und Referent beim Inlands-SD, Amt II (Weltanschauliche Gegner), Abteilung II D (Auslandsprobleme). Er leitete hier das Referat II D 1 Ost, zuständig für die osteuropäische Emigration. Anfang 1940 wurde das Wannsee-Institut offiziell in ein Sonderreferat des Amtes VI im Reichssicherheitshauptamt umgewandelt und dem Bereich Ausland C (Russisch-Japanisches Einflussgebiet Osten) unter der Leitung von Heinz Gräfe unterstellt.
Nach der Besetzung Warschaus und der Aufteilung Polens kam die Beobachtung der Emigranten in Warschau unter deutsche Kontrolle. Es entstand nach bewährtem Muster auch in Warschau eine Kaukasische Vertrauensstelle für das gesamte Generalgouvernement, wie man den Teil Polens nun nannte, der nicht in das Reichsgebiet eingegliedert wurde. Die Vertrauensstelle in Warschau unterstand zwar der Gestapo, hatte aber auch den Auftrag, die Warschauer Emigrantenkreisen zu beobachten. Das war wiederum auch Aufgabe von Hengelhaupt.
Eine Folge von Hengelhaupts Fokussierung auf Auslandsprobleme und Emigration war 1940 seine Versetzung vom Inlands-SD (Auslandsprobleme) zum Auslands-SD und damit zum Amt VI des RSHA (Weltanschauliche Gegner im Ausland). Bereits 1939 hatte Hengelhaupt über das Wannsee-Institut des SD, das mit der Auslandswissenschaftlichen Fakultät der Universität Berlin gekoppelt war, den Exilrussen Georg (Youri) Gerebkow kennengelernt. Nachdem Gerebkow die Emigrantenszene in Paris bestens kannte, erstellte er 1940 für Hengelhaupt und das RSHA einen Bericht über die russische Emigration in Paris. Nachdem die Wehrmacht 1940 in Frankreich einmarschierte und Paris besetzte, gerieten die dortige Emigrantenkolonien in den Machtbereich Hitlers. Im September 1940 traf Erich Hengelhaupt zusammen mit Georg Gerebkow beim Einsatzkommando Paris ein, um sich insbesondere um die Emigrantenszene zu kümmern. Hengelhaupt sorgte dafür, dass die in Paris zur Kontrolle der Emigranten einzurichtenden Vertrauensstellen von Personen geführt wurden, die für den SD arbeiteten. Für die Russen richtete Erich Hengelhaupt im August–September 1940 eine Russische Vertrauensstelle ein, bei der sich alle Exilrussen registrieren lassen mussten. Leiter dieser Vertrauensstelle wurde Georg Gerebkow. Gerebkow agierte dort als Vertrauensmann des Reichssicherheitshauptamtes, sollte sowjetische Agenten ausfindig machen und gab die Propagandazeitung Paris Messenger in russischer Sprache heraus. Gerebkow warb in Paris eine größere Anzahl von Russen für Dolmetscherdienste an der Ostfront.
Zudem ließ Hengelhaupt auch einen Kaukasischen Arbeitsstab nach demselben Muster errichten. Als Kontaktperson hatte bei den Georgiern hatte Hengelhaupt Michael Kedia genannt bekommen. Kedia gehörte zum Umfeld des georgischen Exilregierungschefs Noe Schordania und leitete diesen Kaukasischen Arbeitsstab in Paris, der nichts anderes als eine Vertrauensstelle war. Kedia war von den anderen Vertretern der Kaukasier, dazu gehörten Armenier, Aserbaidschaner und Nordkaukasier, als ihr Vertreter gegenüber den deutschen Behörden in Paris gewählt worden. Hengelhaupt war vermutlich bewusst, dass er mit Michael Kedia einen Erzfeind von Lawrenti Beria anheuerte, denn Beria hatte 1919 bis 1921 die Familie Kedia in Georgien ausgespäht. Seither bestand eine intensive Feindschaft zwischen den Familien Kedia und Beria. Allerdings musste sich Hengelhaupt den Kontakt zu Kedia mit dem Amt Ausland/Abwehr teilen, denn Kedia war auch von Beauftragten der Abwehr II bei der Abwehrstelle Paris aufgesucht worden. Die Abwehr II, zuständig für Sabotage und Zersetzung, hatte ebenfalls Interesse an den Georgiern und wollte Agenten für die Abwehr II anwerben.
Hengelhaupt wird bereits 1941 als Angehöriger der Einsatzgruppe A im Baltikum genannt. Er war Angehöriger des persönlichen Stabes von Walter Stahlecker, dem Leiter der Einsatzgruppe A, wie einem Gerichtsverfahren gegen Angehörige der Einsatzgruppe A zu entnehmen ist. Hengelhaupt war in dieser Zeit in unbekannter Weise in den Eroberungskrieg des RSHA im Osten eingebunden.
Seine Tätigkeit danach bis etwa Anfang 1942 hatte sehr wahrscheinlich mit der Informationsgewinnung aus den Kriegsgefangenenlagern für den SD zu tun, die im Oktober 1941 angelaufen war. Aus diesen Befragungen entwickelte sich das Sabotage- und Zersetzungsunternehmen Zeppelin des SD mit Hilfe von Freiwilligen. Im Zeitraum Oktober 1941 bis Anfang 1942 bemühten sich Heinz Gräfe im Vorfeld der Gründung des Unternehmen Zeppelin um die Nutzung russischer Kriegsgefangener. Zusammen mit Gräfe besuchte Hengelhaupt im April 1942 mehrfach das Vernichtungslager Auschwitz. Am 14. März 1942 heiratete Hengelhaupt in Posen die aus St. Petersburg stammende Baltendeutsche Mary Mietens. Die nunmehrige Mary Hengelhaupt arbeitete danach zu einem nicht bekannten Zeitpunkt bei Gerhard Teich im Auswertungsreferat 3 des RSHA VI C. Gerhard Teich und Erich Hengelhaupt waren eng befreundet.
Ab 1942 war Hengelhaupt Leiter der Referatsgruppe VI C1-3 des RSHA und damit Stellvertreter von Heinz Gräfe, der die Gruppe VI C führte. Am 21. Juni 1943 wurde Erich Hengelhaupt zum Sturmbannführer befördert. Hengelhaupt war mit seinen für Russland zuständigen Referaten bei VI C während des gesamten Krieges eine Schlüsselfigur der deutschen politischen Spionage gegen Sowjetrussland und war zeitweise auch gesamtverantwortlich für das Sabotage- und Zersetzungsunternehmen Zeppelin. Unter Hengelhaupt hatte das Unternehmen Zeppelin des SD sogar 1944 ein Attentat auf Josef Stalin versucht. Die beiden Attentäter, ein Paar, wurden verraten und erst nach dem Krieg hingerichtet.
Am 5. Oktober 1943 nahm Hengelhaupt als Vertreter des RSHA zusammen mit SS-Obersturmbannführer und Oberregierungsrat Heinz Gräfe an einer Besprechung im Ostministerium über die Kaukasusvölker teil. Nach Gräfes Unfalltod Ende Januar 1944 wurde er dessen Nachfolger als Leiter der Amtsgruppe VI C (Russisch-Japanisches Einflussgebiet Osten) des RSHA.
Im Nürnberger Hauptkriegsverbrecherprozess wurde der Leiter des Amtes VI im RSHA, Walter Schellenberg, als Zeuge mit einem verbrecherischen Befehl zur Tötung kranker Aktivisten beim Unternehmen Zeppelin konfrontiert. Schellenberg wollte ihn nicht gekannt haben. Herausgeber des im Original nicht erhaltenen geheimen Vernichtungsbefehls vom 1. Dezember 1942 war das Referat RSHA VI C 1 unter dem Aktenzeichen B.Nr. 54120/42. Dieses Referat unterstand Erich Hengelhaupt, der den Befehl nicht nur gekannt, sondern auch gebilligt haben musste. Hengelhaupt wurde nie dafür verantwortlich gemacht.
Von Februar 1945 bis Ende April 1945 war Hengelhaupt Leiter des SS-Meldekommandos bei der Heeresgruppe Weichsel, die anfänglich von SS-Chef Heinrich Himmler geführt wurde.
Kurz vor Kriegsende setzte sich Erich Hengelhaupt zusammen mit einigen Georgiern um den georgischen Politiker Michael Kedia und dem Abteilungsleiter im Ostministerium Gerhard von Mende in Richtung Schweiz ab. Hengelhaupts Schwiegermutter hatte die schweizerische Staatsbürgerschaft und Verwandte in der Schweiz. Hengelhaupt tauchte dann jedoch unter falschem Namen unter und lebte 1946 in Füssen/Allgäu. Von 1946 bis 1947 arbeitete er zusammen mit Gerhard von Mende und dem Georgier Michael Alschibaja für den britischen Geheimdienst. Im April 1948 ging er mit einem Besuchervisum in die Schweiz zu seiner Frau. Als Deutscher unterlag er der Fremdenkontrolle, doch er erhielt mit Hilfe seiner Frau und deren Mutter unter Angabe eines total gefälschten Lebenslaufes immer wieder eine Aufenthaltsgenehmigung. Erich Hengelhaupt begann 1951 in der Schweiz ein Chemie-Studium und wurde 1953 Betriebsleiter in einem schweizerischen Chemieunternehmen in Zürich.
Nach Aussage seiner Frau lehnte er einen Versuch Gehlens ab, ihn für die Organisation Gehlen zu gewinnen.